# Steffi Harrer
Stephanie Harrer (* 1973 in Unna) ist eine deutsche Theaterschauspielerin und Schauspiellehrerin. Sie lebt in Braunschweig.

## Leben
Steffi Harrer ging nach ihrem Abitur 1992 an das Landestheater Detmold. Dort arbeitete sie zwei Jahre als Regie-Assistentin des Intendanten Ulf Reiher, unter anderem bei Don Juan und Faust von Grabbe. Ihre Ausbildung zur Schauspielerin erhielt sie 1994 bis 1998 an der Hochschule für Schauspielkunst Ernst Busch Berlin.
Engagements folgten am Badischen Staatstheater Karlsruhe, dem Staatstheater Braunschweig, dem Festival Theaterformen Hannover und dem Hessischen Staatstheater Wiesbaden. Sie spielte in zahlreichen Hauptrollen, führte Regie und entwickelte eigene szenische Projekte.
Am Staatstheater Braunschweig spielte sie
- Emilia in der Uraufführung von Doris Dörries Happy
- Grace Margaret Mulligan in der Bühnenadaption des Films Dogville
- Evelyn in Neil LaButes Das Maß der Dinge
- in Winter[2] von Jon Fosse
- Helene in Das Fest von Thomas Vinterberg
- Lena in Georg Büchners Leonce und Lena

2007 assistierte sie zunächst im Grundlagenunterricht von Professorin Margarete Schuler an der Hochschule für Schauspielkunst Ernst Busch Berlin, wo sie dann 2008 selbstständig mitarbeitete. Außerdem unterrichtete sie dort auch als Rollenlehrerin für Monologe und Duoszenen.
Von 2008 bis 2012 war sie Dozentin an der Hochschule für Musik und Darstellende Kunst Frankfurt am Main für Grundlagen der Schauspielkunst sowie Szenen- und Monologstudium.

## Werke
Anfang 2011 erschien ihr erstes schauspieltheoretisches Buch Grundlagen der Schauspielkunst, welches sie mit ihrer Kollegin Margarete Schuler verfasste.